# Mythic Entertainment
Mythic Entertainment, zeitweilig auch unter der Bezeichnung BioWare Mythic, EA Mythic, Inc. und Interworld Productions bekannt, war ein US-amerikanisches Entwicklungsstudio für Computerspiele in Fairfax (Virginia). Mythic war seit seiner Gründung Mitte der 1990er einer der erfolgreichsten Entwickler von Mehrspieler-Onlinetiteln. Größere Bekanntheit erlangte das Unternehmen 2001 mit seinem MMORPG Dark Age of Camelot. 2006 wurde das Unternehmen durch den US-amerikanischen Publisher Electronic Arts übernommen, im Mai 2014 wurde es geschlossen.

## Geschichte

### Vorläufer bis zur Gründung
Mythic entstand durch den Zusammenschluss zweier Onlineentwicklerstudios aus dem Raum Washington, D.C., Adventures Unlimited Software Inc. (AUSI) und Interesting Systems, Inc.
Adventures Unlimited Software Inc. (AUSI) wurde 1984 von Mark Jacobs mit der Veröffentlichung des kommerziellen Online-Rollenspiels Aradath gegründet, das 40 US-Dollar pro Monat kostete. AUSI entwickelte später Spiele für das Online-Netzwerk GEnie, unter anderem das 1985 von Aradath inspirierte Dragon's Gate und 1990 eine Onlineversion des Spiels Diplomacy mit Eric Raymond.
Interesting Systems, Inc. (ISI) wurde 1990 von Rob Denton, Matt Firor, Don Campbell und Roger Shropshire in Fairfax gegründet. Beeinflusst durch den frühen MUD Scepter of Goth entwickelte das Team bis zur Gründung von Mythic Entertainment ein textbasiertes Mailbox-Rollenspiel namens Tempest, das später aus Markenrechtsgründen in Darkness Falls umbenannt wurde. Darkness Falls diente später auch als Basis für das MMORPG Dark Age of Camelot.
Mythic Entertainment wurde offiziell 1995 gegründet, als sich AUSI (unter Führung Mark Jacobs) und ISI (unter Rob Denton) zusammenschlossen. Der ursprüngliche Unternehmensname lautete Interworld Productions und wurde erst im November 1997 in Mythic Entertainment umgeändert.

### Einstieg in den MMORPG-Markt
Mythic entwickelte bis zum Ende der 1990er mehrere Onlinespiele, von Ego-Shootern bis zu Online-Rollenspielen. Zu den veröffentlichten Titeln dieser Frühphase zählen Silent Death Online, Magestorm Millennium, Darkness Falls: The Crusade, ID4 Online, Spellbinder: The Nexus Conflict und Splatterball.
Ende 1999 begann Mythic mit der Entwicklung von Dark Age of Camelot (DAoC). Das Unternehmen investierte 3,2 Millionen US-Dollar in die Entwicklung des Spiels, mehr als das Doppelte dessen, was das Unternehmen für sämtliche vorherigen Entwicklungen zusammen ausgegeben hatte. Es war zudem das erste MMORPG des Unternehmens. Die Entwicklung wurde von Rob Denton als Lead Programmer und Matt Firor als Produzenten geleitet. 2001 kam es in den USA erstmals auf den Markt. Das Spiel erhielt gute Wertungen der Fachpresse und überstieg mit 51.000 verkauften Spielen die ursprünglichen Verkaufserwartungen von 30.000 Exemplaren deutlich. Zu Hochzeiten besaß DAoC 250.000 Abonnenten und wurde über die Schließung des Studios hinaus weiter betrieben.
2002 kündigte Mythic die Arbeiten an einem neuen Science-Fiction-MMO namens Imperator Online an. Dieses MMORPG basierte auf einer Alternativweltgeschichte, in der das Römische Reich niemals unterging und in den Weltraum vorgestoßen ist, wo es seinen Einfluss mittlerweile über mehrere Planeten hinweg entwickelt hat. Das Projekt wurde 2005 jedoch wieder eingestellt.

### Rechtsstreit mit Microsoft
Im Dezember 2003 verklagte Mythic Microsoft wegen Urheberrechtsverletzung und unfairem Wettbewerbsverhalten aufgrund des Namens von Microsofts MMORPG Mythica, das sich zu diesem Zeitpunkt in Entwicklung befand. Am 25. Mai 2004, drei Monate nach Einstellung der Entwicklung, gab Mythic bekannt, dass die Auseinandersetzung beigelegt sei und Microsoft zugestimmt habe, den Namen Mythica nicht mehr für neue Online-Computerspiele zu verwenden und keinen Markenrechtseintrag anzumelden. In diesem Zusammenhang übergab Microsoft alle Mythica-bezogenen Markenrechte und Webdomains an Mythic.

### Warhammer Online und Übernahme durch EA
Auf der Fachmesse E3 am 18. Mai 2005 gab Mythic bekannt, eine Lizenz des Rollenspiels Warhammer Fantasy erworben zu haben, auf dessen Grundlage ein neues MMORPG mit dem Titel Warhammer Online: Age of Reckoning entstehen sollte. Als Lead Designer fungierte Mark Jacobs.
Der US-amerikanische Publisher Electronic Arts übernahm Mythic Entertainment am 20. Juni 2006 und benannte das Studio in EA Mythic um. Gleichzeitig mit der Übernahme verließ Matt Firor das Unternehmen. Nach der Übernahme wurde Mythic zusätzlich zu seinen bisherigen Arbeiten von Electronic Arts mit der Betreuung des MMORPG-Klassikers Ultima Online betraut. Am 10. Juli 2008 benannte sich das Unternehmen wieder in Mythic Entertainment um. Warhammer Online wurde am 18. September 2008 veröffentlicht und lief bis zum 18. Dezember 2013. In dieser Zeit konnte es die hochgesteckten Erwartungen jedoch nie erfüllen.
Am 24. Juni 2009 machte Electronic Arts seinen Restrukturierungsplan publik, wonach die Entwicklerstudios Mythic Entertainment und BioWare zu einer Rollenspiel-/MMO-Division unter der Leitung des BioWare-Gründers Ray Muzyka zusammengefasst würden. In diesem Zusammenhang wurde auch bekannt, dass der langjährige Studioleiter von Mythic Entertainment, Mark Jacobs, das Unternehmen tags zuvor am 23. Juni verlassen habe und durch Rob Denton ersetzt worden sei. Ab diesem Zeitpunkt trat das Unternehmen unter dem Namen BioWare Mythic auf. Am 9. November 2009 wurde Mythic zudem von einer konzernweiten Entlassungswelle getroffen, nachdem Electronic Arts große Verluste erwirtschaftet hatte. Die genaue Zahl der entlassenen Mitarbeiter wurde nie offengelegt, unbestätigten Aussagen zufolge seien jedoch 80 Personen, rund 40 % der Belegschaft, betroffen gewesen.

### Letzte Produktionen bis zur Schließung
Nach Warhammer Online wechselte Mythic zum Free-to-play-Geschäftsmodell. 2012 ging das MOBA-Spiel Warhammer: Wrath of Heroes in die offene Betaphase, wurde jedoch nach bereits einem Jahr 2013 wieder eingestellt. Ende 2012, nach dem Rückzug der BioWare-Gründer und Auflösung der BioWare-Gruppe, wurde Mythic abermals in Mythic Entertainment rückbenannt. 2013 folgten für mobile Endgeräte (Smartphones, Tablets) die Spiele Ultima Forever: Quest for the Avatar und eine vielfach kritisierte Lizenzverwertung von Dungeon Keeper.
Am 5. Februar 2014 gab Mythic bekannt, dass 14 Mitarbeiter einschließlich Mitbegründer Rob Denton das Unternehmen verlassen und Broadsword Online Games gegründet hätten. Das neue Studio übernahm von Mythic auch die Betreuung der einzig verbliebenen Spiele Ultima Online und Dark Age of Camelot. Am 29. Mai 2014 kündigte Electronic Arts die Schließung des Standorts EA Mythic in Fairfax an.

## Auszeichnung
Das Unternehmen wurde erstmals 2002 auf der Liste Deloitte Technology 500 für die nach Umsatz am schnellsten wachsenden Technologieunternehmen in Nordamerika geführt. 2004 wurde es auf Platz 106 gelistet, mit einem Umsatzwachstum von 2.226 % über die letzten fünf Jahre.

## Veröffentlichte Spiele
- Dragon’s Gate (1990)
- Tempest (1991)
- Castles II Online (1996)
- Rolemaster: Magestorm (1996)
- Splatterball (1996)
- Darkness Falls (1997)
- Rolemaster: Bladelands (1997)
- Aliens Online (1998)
- Starship Troopers: Battlespace (1998)
- Godzilla Online (1998)
- Splatterball Plus (1999)
- Silent Death: Online (1999)
- Darkness Falls: The Crusade (1999)
- Darkstorm: The Well of Souls (1999, unreleased)
- Spellbinder: The Nexus Conflict (1999)
- Independence Day Online (2000)
- Dark Age of Camelot (2001)
- Warhammer Online: Age of Reckoning (2008–2013)[17]
- Warhammer Online: Wrath of Heroes (2012–2013)[18]
- Ultima Forever: Quest for the Avatar (2013)
- Dungeon Keeper (2013)